# 옥타곤 (영화)
옥타곤(The Octagon)은 미국에서 제작된 에릭 칼슨 감독의 1980년 액션 영화이다. 척 노리스 등이 주연으로 출연하였고 조엘 프리먼 등이 제작에 참여하였다.

## 출연

### 주연
- 척 노리스
- 카렌 칼슨
- 리 밴 클리프
- 아트 힌들
- 캐롤 백더사리언
- 킴 랭크포드

### 조연
- 야마시타 타다시
- 커트 그레이슨
- 유키 시모다
- 래리 D. 맨
- 존 후지오카
- 잭 카터

## 제작진
- 프로듀서: 장 히긴스
- 미술: 제임스 L. 쇼페
- 의상: 바바라 버고프